# Municipalità di Ķekava
La municipalità di Ķekava (in lettone Ķekavas novads) è una delle trentasei municipalità della Lettonia. È situata nel centro del Paese, immediatamente a sud della capitale Riga. Il capoluogo è la città di Ķekava.

## Suddivisione
La municipalità comprende 3 città (Ķekava, Baldone e Baloži) e 3 parrocchie (Ķekava, Baldone e Daugmale)